# Johann Heinrich Friedrich Karl Witte
Johann Heinrich Friedrich Karl Witte, più conosciuto come Karl Witte, o Carlo Witte (Lochau, 1º luglio 1800 – Halle, 6 marzo 1883), è stato un giurista, filologo, filosofo e traduttore tedesco.
Studioso di Dante Alighieri, nel 1865 fu il fondatore della Deutsche Dante-Gesellschaft, la prima nel suo genere, anteriore di oltre un ventennio alla nascita dell'analoga Società Dantesca Italiana fondata nel 1888.

## Biografia

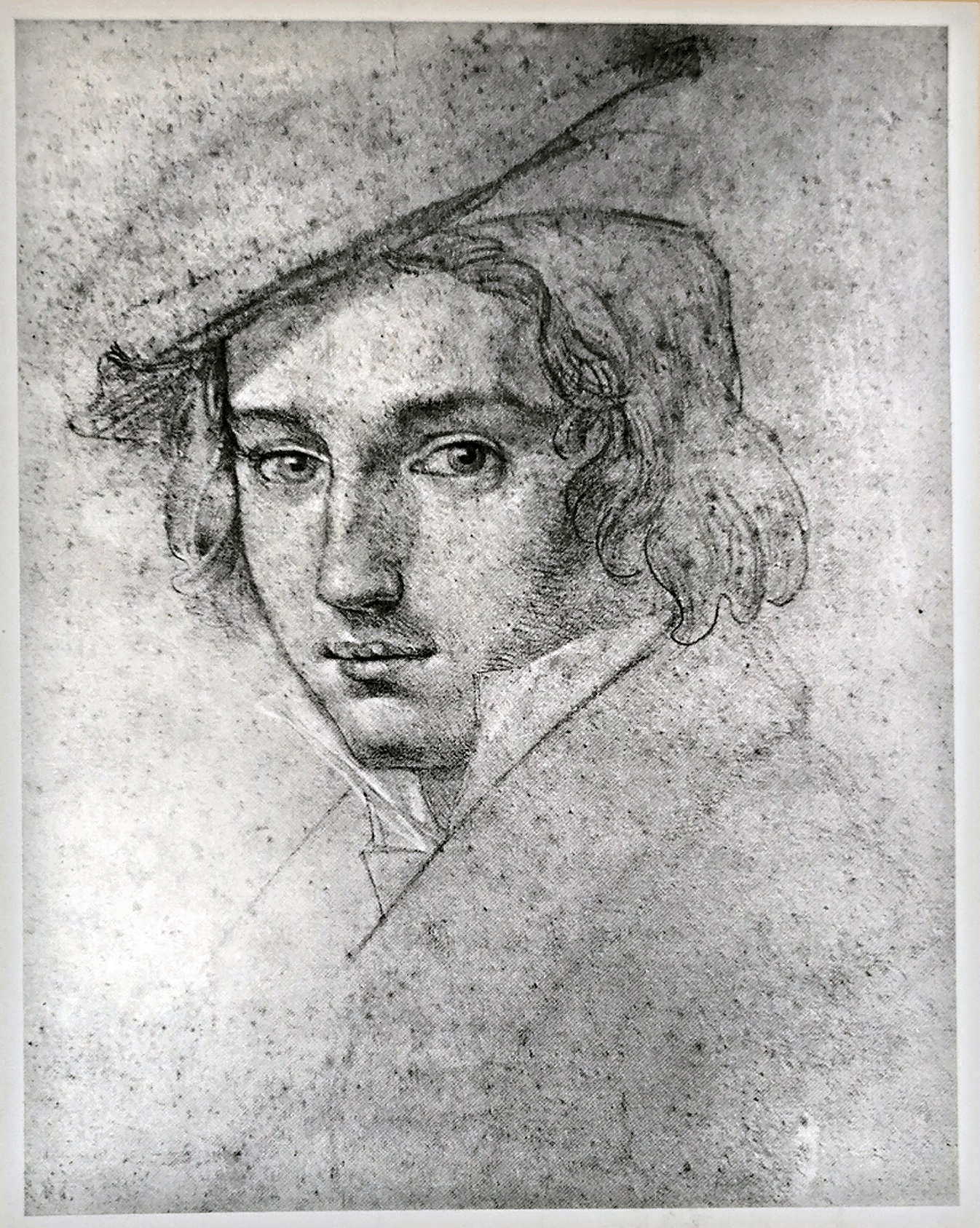
Ritratto giovanile di Karl Witte

Suo padre, il pedagogista Karl Heinrich Gottfried (1767-1845), lo spinse a un intenso programma di apprendimento grazie al quale egli mostrò doti di bambino prodigio, tra cui una spiccata poliglottia: all'età di nove anni, infatti, parlava tedesco, francese, italiano, latino e greco antico. L'11 aprile 1814, all'età di tredici anni, gli fu conferita la laurea in filosofia dall'Università di Gießen; tale successo è considerato ancora un record ("Youngest Doctorate"), registrato nel Guinness dei primati.
Tentò di ottenere lo status di Privatdozent (libero docente) a Berlino, ma fu ostacolato, essendo lui giovanissimo, dall'ateneo e dagli stessi studenti. Il re di Prussia Federico Guglielmo III, accortosene, fece in modo da elargirgli una borsa di studio con cui poter effettuare un lungo soggiorno di studio in Italia, dal 1818 al 1821.
Professore di diritto all'Università di Breslavia nel 1823, passò all'Università di Halle nel 1834. I suoi numerosi studi riguardarono il diritto romano, il diritto bizantino e il diritto prussiano. Il 3 gennaio 1839 divenne Socio dell'Accademia delle Scienze di Torino.
Appassionato di Dante Alighieri, nel 1824 pubblicò il saggio Über das Missverständnis Dantes nel quale ipotizzava che la Vita Nuova, il Convivio e la Divina Commedia corrisponderebbero a tre momenti distinti della vita spirituale di Dante. Più avanti curò edizioni critiche della Divina Commedia (del 1862, la prima mai ricevuta da quest'opera), utilizzando il criterio della lectio difficilior, del De Monarchia (1863-71; seconda ed., 1874) e infine della Vita Nuova (1876). Della Divina Commedia Witte fu anche un buon traduttore, con una resa in giambi non rimati (1865), così come era stato il traduttore del Decamerone di Boccaccio (1827; 3ª edizione rifatta, 1859). Nel 1865 si fece promotore della fondazione della Deutsche Dante-Gesellschaft, cronologicamente la prima società dantesca, della quale fu anche il primo presidente.
Accumulò una notevole collezione di antiche edizioni dantesche (compresi manoscritti, incunaboli, e cinquecentine) che è confluita, insieme al suo intero patrimonio librario e documentale, in un fondo in possesso della Biblioteca nazionale e universitaria dell'Università di Strasburgo.

## Opere

### Giuridiche
- Conchoidis Nicomedeae aequatio et indoles (1813)
- Abhandlungen aus dem Gebiete des römischen Rechts (1817)
- De Castrensibus haereditatibus disputatio (1824)
- De diversis regulis iuris antiqui (1830)
- Die Leges restitutae des Justinianischen Codex verzeichnet und geprüft (1831)
- De Guilelmi Malmesburiensis codice legis Romanae Visigothorum dissertatio (1834)
- Preußische Intestat-Erbrecht aus dem gemeinen Deutschen Recht entwickelt (1840)
- Novellae Constitutiones Imperatorum Byzantinorum (1858)
- Anglicus, Ordo iudiciarius, ex cod. Duacensi olim Aquicinctino nunc primum editus
- De Frederici primi regis circa ius patrium excolendum meritis (1858)

### Letterarie
- Giovanni Boccaccio, Decamerone (traduzione, 1827,)
  - Primo volume (II edizione, 1843, Google libri)
  - Secondo volume (II edizione, 1843, Google libri)
  - Terzo volume (II edizione, 1843, Google libri)
- Ueber das Mißverständniß Dante's (aus dem Hermes, 1824)
- Kritische Arbeiten über den Text des Convivio (1825)
- Dante's Briefe mit Anmerkungen (1827)
- Ueber die beyden ältesten Kommentatoren von Dante's göttlicher Komödie (1828)
- Carlo, der Einsiedler (1840)
- Dante Alighieri's lyrische Gedichte (1842, Google libri)
- Dante und die italienischen Fragen (1861, Google libri)
- La Divina Commedia di Dante Allighieri, ricorretta sopra quattro dei più autorevoli testi a penna (1862)
- Vermuthungen über Dante's Geburtstag (1867)
- Monarchia, codd. mss. ope. emendata (1874)
- Dante-Forschungen (1869/1879, due volumi)